# Maison Blanche (warenhuis)
Maison Blanche (Witte Huis in het Frans) was een Amerikaanse warenhuisketen ontstaan in New Orleans, Louisiana. De keten werd in 1897 opgericht door Isidore Newman, een immigrant uit Duitsland.
Maison Blanche was mogelijk nog het meest bekend vanwege de introductie van de lokaal populaire Mr. Bingle Christmas-mascotte en om zijn historische vlaggenschipwinkel Canal Street in New Orleans.

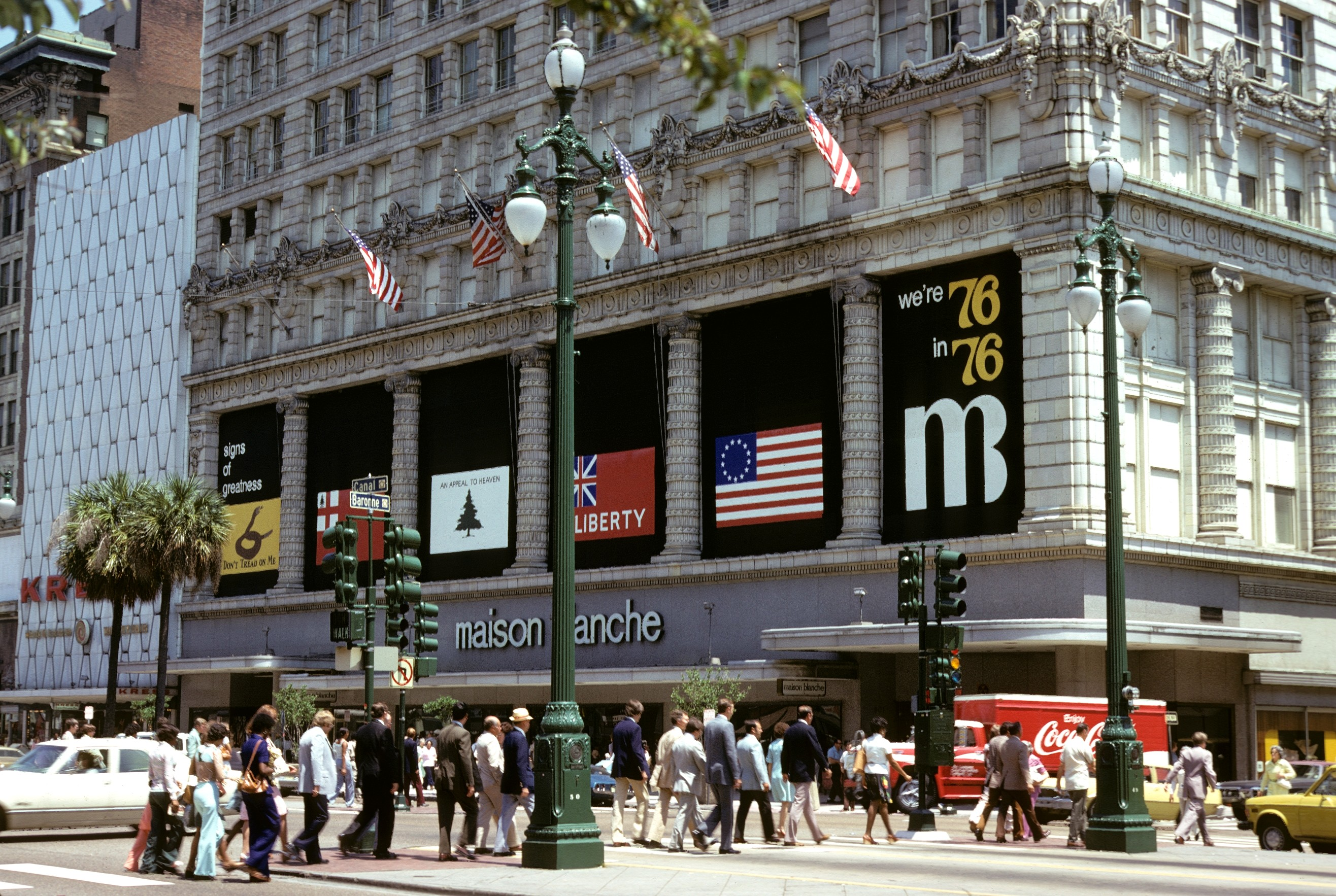
Buiten het warenhuis Maison Blanche aan Canal Street, 1976

## Geschiedenis
Maison Blanche werd in 1923 overgenomen door City Stores Company, dat Maison Blanche in 1950 fuseerde met Loveman's. City Stores Co. vroeg in juli 1979 faillissement aan. Terwijl ze al failliet waren, waren ze aanvankelijk van plan om de zeven Maison Blanche-winkels samen te voegen met vier B. Lowenstein's- winkels in Memphis, Tennessee, om samen de Maison Blanche Department Stores-groep te vormen. Begin 1982 werden de Memphis-winkels echter gesloten.
In plaats daarvan werden drie van de zeven bestaande Maison Blanche-winkels, evenals de naam, gekocht door Goudchaux's, Inc. uit Baton Rouge, eigendom van de gebroeders Sternberg. Onder de naam Goudchaux/Maison Blanche, heropende het nieuwe bedrijf de oorspronkelijke vlaggenschipwinkel aan Canal Street in 1984, waarbij drie verdiepingen werden gehuurd van de nieuwe eigenaren.
Eind jaren 1980 verliet May Department Stores Florida door 2 ketens te verkopen, waardoor het bedrijf de snelgroeiende markt in Florida kon betreden. In 1987 werden 11 warenhuizen van Robinson's of Florida overgenomen. Een jaar later namen ze ook de vijf vestigingen van het uit Jacksonville afkomstige May Florida (voorheen May Cohens) over. De naam Goudchaux verdween en alle winkels werden omgedoopt tot Maison Blanche. Na de opening van nog 2 winkels in 1990 - één verving een bestaande winkel op Orlando Fashion Square en een 4e filiaal in Jacksonville in de gloednieuwe Avenues Mall - kwam het aantal winkels in Florida op 16. Zowel de snelle expansie als de aan olie gerelateerde recessie in Louisiana bleken echter te zwaar voor Maison Blanche. In augustus 1991 werden acht winkels aan de Golfkust van Florida verkocht aan Dillard's. Hierna had Maison Blanche nog acht winkels in Louisiana en acht winkels in Florida, totdat Mercantile Stores Inc. de warenhuizen in februari 1992 verkocht. 
De winkels in Florida werden omgedoopt tot Gayfers. De vestigingen in Louisiana bleven opereren onder de naam Maison Blanche voordat Dillard's in 1998 de keten Mercantile Stores overnam. Het uit Little Rock afkomstige detailhandelsbedrijf sloot vervolgens de winkel aan Canal Street. 

## Canal Street-gebouw

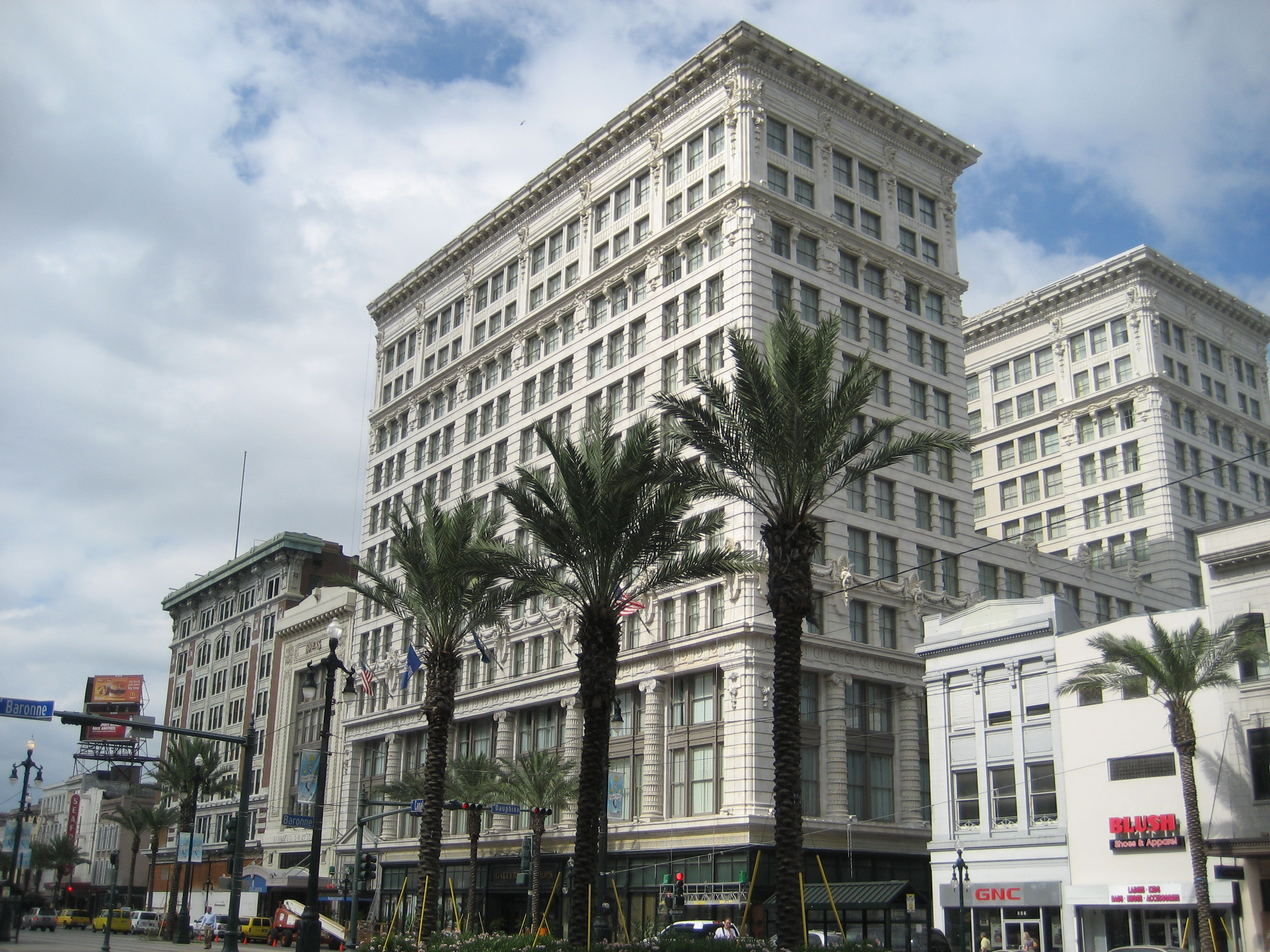
Het Maison Blanche-gebouw aan Canal Street

Het oorspronkelijke gebouw van Maison Blanche was op Canal Street en werd omstreeks 1908 gesloopt. Een opvallend nieuw gebouw, dat er nog steeds staat, werd gebouwd rond 1908-1909.  Op de bovenste verdiepingen waren ooit veel medische en tandartspraktijken; later stonden ze grotendeels leeg.
De winkel aan Canal Street werd in 1982 gesloten door de City Stores Company en heropend in 1984. In 1997 werd begonnen met het gebruik van de bovenste verdiepingen als onderdeel van een nieuw Ritz-Carlton hotel. Het oorspronkelijke plan was dat de onderste verdiepingen zouden blijven als warenhuis Maison Blanche. Nadat Dillard's de warenhuisketen Maison Blanche had verworven werd de winkel aan Canal Street echter gesloten. Het hele gebouw, samen met het aangrenzende Kress-gebouw, maakt nu deel uit van het New Orleans Ritz Carlton, dat op 6 oktober 2000 een grootse opening had.
Het hotel was tijdens en direct na de orkaan Katrina volgeboekt. Het leed aanzienlijke schade; zo liep de kelder onder water en liepen onder meer de elektrische installaties, de wasserij en de personeelskantine schade op. Het Ritz-Carlton heropende op 4 december 2006, na een renovatie van $ 106 miljoen.